# Stygioides colchica
Stygioides colchica is een vlinder uit de familie van de houtboorders (Cossidae). De wetenschappelijke naam van de soort is voor het eerst geldig gepubliceerd in 1851 door Herrich-Schäffer.